# Horváth-Töreki Gergely
Horváth-Töreki Gergely (Horváth Gergely) (Sopron, 1980. július 24. –) improvizációs színész és tréner, illetve szinkronszínész. A budapesti Itt és Most Társulat és a soproni IS (ImproSopron) improvizációs színházak alapító tagja, 2018-tól szabadúszó. A PRIME csatornahangja. 2005-től 2008-ig a Jetix hangja is volt. Szinkronizált többek között a Hűtlen vágyak és a Trónok harca című sorozatokban is.

## Élete
Sopronban nőtt fel. Zenész-sportoló családból származik. Tizenegy és tizennégy éves kora között tubázott. Akkor hagyta abba, amikor baseballozni kezdett, előbb a soproni mennydörgő zoknik (Sopron Thunder Soxs) csapatában, 2006-ban a Nagykanizsa Antshoz, majd pedig Budapesten, a Hungarian Astroshoz igazolt. Tizenkilenc évig játszott a különböző kluboknál.
1997-ben elvégzett egy szakács szakmunkásképzőt, majd pedig 2004-ben esti tagozaton, a Berzsenyi Dániel Evangélikus (Líceum) Gimnáziumban érettségizett. Budapestre költözve polgári foglalkozásokból tartotta el magát, amikor is a Csörögi István szinkronrendező által vezetett Etalon Stúdió tanfolyamában OKJ-s képzésen „szinkronizálási szakalkalmazott és műsorközlő” bizonyítványt szerzett.
Beszédtechnika-tanárának, Koncz-Kiss Anikónak köszönhette, hogy bekerült a színház világába. Húszas éveiben két egymást követő esztendőben is németországi operett-turnékon vett részt. A 2000-es évek első évtizede végén megalapította saját amatőr társulatát, mellyel több darabot is színpadra állítottak. 2010–2011-ben a Hat Swing Band nevű formációban tubázott, amely a Fringe Fesztivál 2011-es különdíjasa volt. A Teatro Társulatnak 2014 óta tagja. Életében fontos szerepet játszik a színház és az improvizáció.
Az Itt és Most Társulat alapító tagja, egy ideig vezetője is volt. A csoport 2011-ben azzal a céllal alakult Várnai Szilárd irányításával, hogy vacsoraszínházi előadásokat adjon, majd néhány hónap után teljesen improvizációs színházzá lett. Horváth-Töreki az előadások során elsősorban moderátor, aki a közönség és a játszók közötti kapcsolatot megteremti, és fenntartja. A sikerre való tekintettel, 2015-ben a társulattal játékra invitálta az amatőr érdeklődőket is, így alakult ki az „előjáték” fantázianevet viselő nyitott improvizációs tréning, ahol beavatószínházi jelleggel színészek és nem színészek egyaránt színpadra állhattak, vagy nézhették is egymást. 2015 tavaszától tart önálló improvizációs tréningeket Sopronban ImproSopron néven, majd ugyanezen év őszétől Budapesten is. 2018 őszétől szabadúszó improvizációs színész.
Számos filmben és dokumentumfilmben hallható szinkronhangként és narrátorként. A 2016. szeptember 5-én indult televízióadó, a PRIME csatornahangja, 2005-től 2008-ig a Jetix gyerekcsatornán töltötte be ugyanezt a szerepet.

## Film- és sorozatszerepei
- Munkaügyek ...Újságíró (2012)
- Hacktion: Újratöltve ...Gereben (2013)
- …a szomszéd tehene ...Keserű Örs (2024)

## Szinkronszerepei
| Film/sorozat magyar címe (bemutatás éve)   | Film/sorozat eredeti címe                        | Szereplő                         | A szinkronizált színész |
| A 24 órás verseny (2015)                   | Le Mans (1971)                                   | Erich Stahler                    | Siegfried Rauch         |
| A házasság buktatói                        | Evlilik Hakkinda Her Şey                         | Yalın Kuru                       | Bertan Asllani          |
| Bluey (2018)                               | Bluey                                            | Pásztor Csibész (Bandit Heeler)  | David McCormack         |
| Félek (2016)                               | Io ho paura (1977)                               | Ludovico Graziano dandártábornok | Gian Maria Volonté      |
| Országomat egy nőért                       | W.E. (2011)                                      | Edward                           | James D'Arcy            |
| 2 nap New Yorkban                          | 2 Days in New York (2012)                        | Vincent Gallo                    | Vincent Gallo           |
| Gyilkos vágyak (2013)                      | Passion (2012)                                   | Ügyvéd                           | Benjamin Sadler         |
| Jézus engem szeret! (2014)                 | Jesus Loves Me (2012)                            | Jézus                            | Florian David Fitz      |
| Kelepce (2014)                             | Deadfall (2012)                                  | Travis seriffhelyettes           | Jason Cavalier          |
| Behálózva (2014)                           | Closed Circuit (2013)                            | Nazrul Sharma                    | Riz Ahmed               |
| A S.H.I.E.L.D. ügynökei                    | Agents of S.H.I.E.L.D. (2013)                    | Lance Hunter ügynök              | Nick Blood              |
| Trónok harca                               | Game of Thrones                                  | Jaqen H'ghar                     | Tom Wlaschiha           |
| Hűtlen vágyak (2015)                       | Satisfaction                                     | Simon                            | Blair Redford           |
| Penn Zero, a félállású hős (2016)          | Penn Zero: Part-Time Hero (2014)                 | Phil (Phyllis)                   | Sam Levine              |
| Supa Strikas – Fociláz (2016)              | Supa Strikas                                     | Nindzsa                          |                         |
| Soy Luna (2016)                            | Soy Luna                                         | Cato                             | Germán Tripel           |
| 1890 (szlovák televíziós sorozat; 2017)    | 1890                                             | Márton János pesti felügyelő     | Ján Koleník             |
| Fear the Walking Dead                      | Fear the Walking Dead (2015)                     | John Dorie                       | Garret Dillahunt        |
| A nagykövet lánya                          | Sefirin Kızı                                     | Yahya Efeoğlu                    | Doğukan Polat           |
| Reménysugár                                | Baharı Beklerken                                 | Ömer Kılıç                       | Fatih Ayhan             |
| Csernobil (2019)                           | Chernobyl (2019)                                 | Vaszilij Ignatyenko              | Adam Nagaitis           |
| Transformers Prime (2013)                  | Transformers Prime (2010)                        | Shockwave                        | David Sobolov           |
| ŰrDongó (2018)                             | Bumblebee (2018)                                 | Sokkoló                          | Jon Bailey              |
| Verdák 3. (2017)                           | Cars 3 (2017)                                    | Danny Swervez                    | Daniel Suárez           |
| Mixelek (2014)                             | Mixels (2014)                                    | Flain                            | Tom Kenny               |
| Bosszúállók újra együtt (2015)             | Avengers Assemble (2013)                         | Doctor Strange                   | Jack Coleman            |
| Bosszúállók újra együtt (2015)             | Avengers Assemble (2013)                         | Dr. Spektrum (1. hang)           | Phil LaMarr             |
| Transformers: Robots in Disguise (2015)    | Transformers: Robots in Disguise (2015)          | Sprinload (2. hang)              | John Steven Rocha       |
| Star Wars: A klónok háborúja (2009)        | Star Wars: The Clone Wars (2008)                 | Gar Saxon                        | Ray Stevenson           |
| Star Wars: A klónok háborúja (2009)        | Star Wars: The Clone Wars (2008)                 | Kix (2. hang)                    | Dee Bradley Baker       |
| Totál Dráma: Versengés a föld körül (2016) | Total Drama Present: The Ridonculous Race (2015) | Gerry                            | David Hudband           |
| Sonic, a sündisznó 3. (2024)               | Sonic the Hedgehog 3 (2024)                      | Walters parancsnok (fiatalon)    | James Wolk              |
| Így jártam anyátokkal (2008)               | How I Met Your Mother (2005)                     | Klaus                            | Thomas Lennon           |